# 春を待って
「春を待って」は、WANIMAの楽曲。2020年3月12日にunBORDEから4作目の配信限定シングルとしてデジタルリリースされた。

## 概要
- 前作『Summer Trap!!』から約8ヶ月振りのリリース。
- 同曲は、2020年1月にスタートした自身の全国アリーナツアー『COMINATCHA!! TOUR 2019-2020 ～アリーナ編～』の初日、1月29日に横浜アリーナ公演にて初披露された新曲[2]であり、当初は音源リリースの予定はなかったが、新型コロナウイルス「COVID-19」感染拡大によりツアーの福井公演と愛媛公演が中止されたことを受け、メンバーの「ツアーで披露していた新曲を最速で届けたい」という思いにより福井公演の予定日（2月29日、3月1日）に急遽レコーディングが行われた[1]。
- 配信ジャケットのデザインはアパレルブランドのLEFLAHが担当[1]。

## 収録曲
1. 春を待って
作詞・作曲：KENTA　編曲：WANIMA